# Рудево-Миколаївка
Ру́дево-Микола́ївка — село в Україні, в Синельниківському районі Дніпропетровської області. Входить до складу Раївської сільської громади. Населення за переписом 2001 року становить 57 осіб.

## Географія
Село Рудево-Миколаївка знаходиться на лівому березі річки Середня Терса, вище за течією на відстані 1,5 км розташоване село Заяче, нижче за течією на відстані 4 км розташоване село Миролюбівка, на протилежному березі — село Котлярівське. Річка в цьому місці пересихає.

## Історія
Заселення земель запорізькими козаками тут почалося у першій половині XVIII сторіччя. На місці села був зимівник запорізького старшини Миколи Рудя, від прізвища та імені якого і пішла назва села. Село відносилося до Самарської паланки. Козаки перехоплювали і знищували окремі загони татар і турків та відбивали у них полонених.
Протягом 1768—69 років село двічі зазнавало татаро-турецької навали і було спалено, та козаки відбудовували його.
У 5 верстах від Рудево-Миколаївки переселенці з Августинівки заснували у кінці 19 сторіччя хутір Ново-Августинівка
Після знищення Запорізької Січі навколо Рудево-Миколаївки виникло ще 11 козацьких поселень.
До 2017 року орган місцевого самоврядування — Шевченківська сільська рада.
12 червня 2020 року, відповідно до розпорядження Кабінету Міністрів України № 709-р від «Про визначення адміністративних центрів та затвердження територій територіальних громад Дніпропетровської області», увійшло до складу Раївської сільської громади.
19 липня 2020 року, в результаті адміністративно-територіальної реформи та ліквідації   Синельниківського (1923—2020) району, село увійшло до складу новоутвореного Синельниківського району.